# Heiichiro Ohyama
Heiichiro Ohyama (大山　平一郎, Ōyama Heiichirō; * 1947 in Kyōto) ist ein japanischer Dirigent und Bratschist.

## Leben
Ohyama studierte an der Toho-Musikuniversität (Tōhō Gakuen Daigaku) Geige und Kammermusik bei Toshiya Eto, Saburo Sumi und Hideo Saito. Bis 1970 setzte er seine Ausbildung an der Guildhall School of Music and Drama bei Yfrah Neaman, William Pleeth und Thurston Dart fort. Schließlich studierte er Bratsche bei William Primrose, Geige bei Josef Gingold, Ruggiero Ricci und Franco Gulli und Kammermusik bei Janos Starker und Menahem Pressler an der Indiana University, wo er später als Gastdozent unterrichtete.
Bereits während seines Studiums gewann er die Music Competition of Japan (1966), die Carl Flesch International Violin Competition (1968), die Beethoven Competition der BBC (1969) sowie den Violion- und den Violawettbewerb der Indiana University (1971) und erhielt 1968 ein Musikstipendium des British Council. 1974 gewann er den Young Concert Artist International Audition Award von New York. Er trat als Bratschist in den USA und im Ausland auf und nahm auch an Kammermusikfestivals wie dem Casals Festival, dem Kuhumo International Music Festival in Finnland, dem Johannesen International Music Festival in Kanada, dem Okinawa Moon Beach Music Festival in Japan und den Festivals von Brescia und Bergamo teil. Zu seinen Kammermusikpartnern zählen Musiker wie Emanuel Ax, Myung Whun Chung, Lynn Harrell, Nobuko Imai, Gidon Kremer, Cho-Liang Lin, Jaime Laredo, Radu Lupu, André Previn, André-Michel Schub, Takahiro Sonoda, Isaac Stern, Kyoko Takezawa und Pinchas Zukerman.
Von 1979 bis 1992 war Ohyama Erster Bratschist des Los Angeles Philharmonic unter Leitung von Carlo Maria Giulini. Unter André Previn wurde er 1987 stellvertretender Dirigent des Orchesters, das er bei Auftritten im Los Angeles Music Center, der Hollywood Bowl und im Los Angeles Philharmonic Institute leitete. Daneben wirkte er von 1982 bis 1994 als Chefdirigent des Round Top Music Festival in Texas, ab 1983 als musikalischer Leiter und Dirigent des Santa Barbara Chamber Orchestra und von 1985 bis 1987 musikalischer Leiter und Dirigent des Northwest Chamber Orchestra in Seattle.
In Europa debütierte er 1990 mit dem Orchester der Opera de Lyon und mit dem Royal Philharmonic Orchestra in der Royal Festival Hall in London. Als künstlerischer Leiter betreute er von 1986 bis 1997 das La Jolla Chamber Music Society’s SummerFest und von 1991 bis 1997 das Santa Fe Chamber Music Festival. Von 1990 bis 2000 war er musikalischer Leiter und Dirigent des Asia America Symphony Orchestra in Los Angeles. Das Cayuga Chamber Orchestra in New York leitete er von 1993 bis 1996.
In Japan war Ohyama von 1999 bis 2004 Erstes Chefdirigent des Sinfonieorchester Kyūshū und von 2004 bis 2008 der Osaka Symphoniker. Daneben trat er mit zahlreichen weiteren amerikanischen, japanischen und deutschen Orchestern auf, gastierte im Hörfunk und Fernsehen und spielte Aufnahmen bei den Labels CBS Records, Evica, Nonesuch Records, Philips, RCA Records  und Stereophiles ein. 2005 erhielt er den Kulturpreis der Stadt Fukuoka, 2008 den Outstanding Performance Award der japanischen Regierung.